# Waldfriedhof Dotzheim

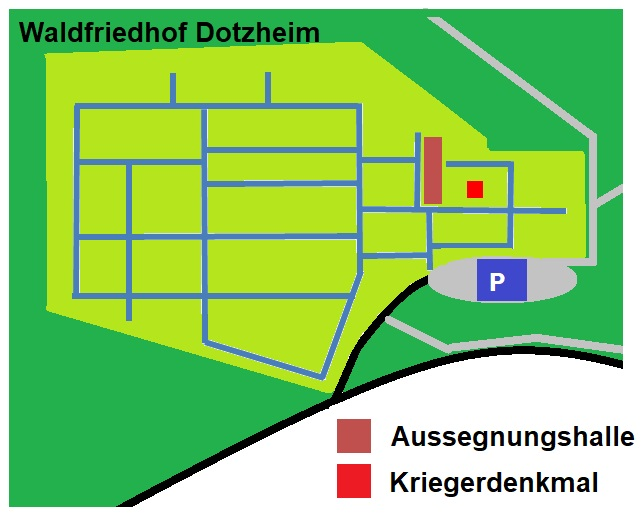
Plan des Waldfriedhofs

Der Waldfriedhof Dotzheim liegt im Stadtteil Dotzheim der hessischen Landeshauptstadt Wiesbaden.

## Lage
Der 57.800 Quadratmeter große Friedhof befindet sich im Nordwesten des Ortskerns von Dotzheim und westlich der Siedlung Kohlheck am Hang des Weißen Berges. Der Friedhof ist umgeben von einem Waldgebiet des Taunus im Naturraum des Rheingau-Wiesbadener Vortaunus (Teil des Vortaunus). Das Gelände gehört zum Naturpark Rhein-Taunus und zum Landschaftsschutzgebiet Stadt Wiesbaden. Östlich liegt das Tal des Weilburger Bachs.

## Geschichte

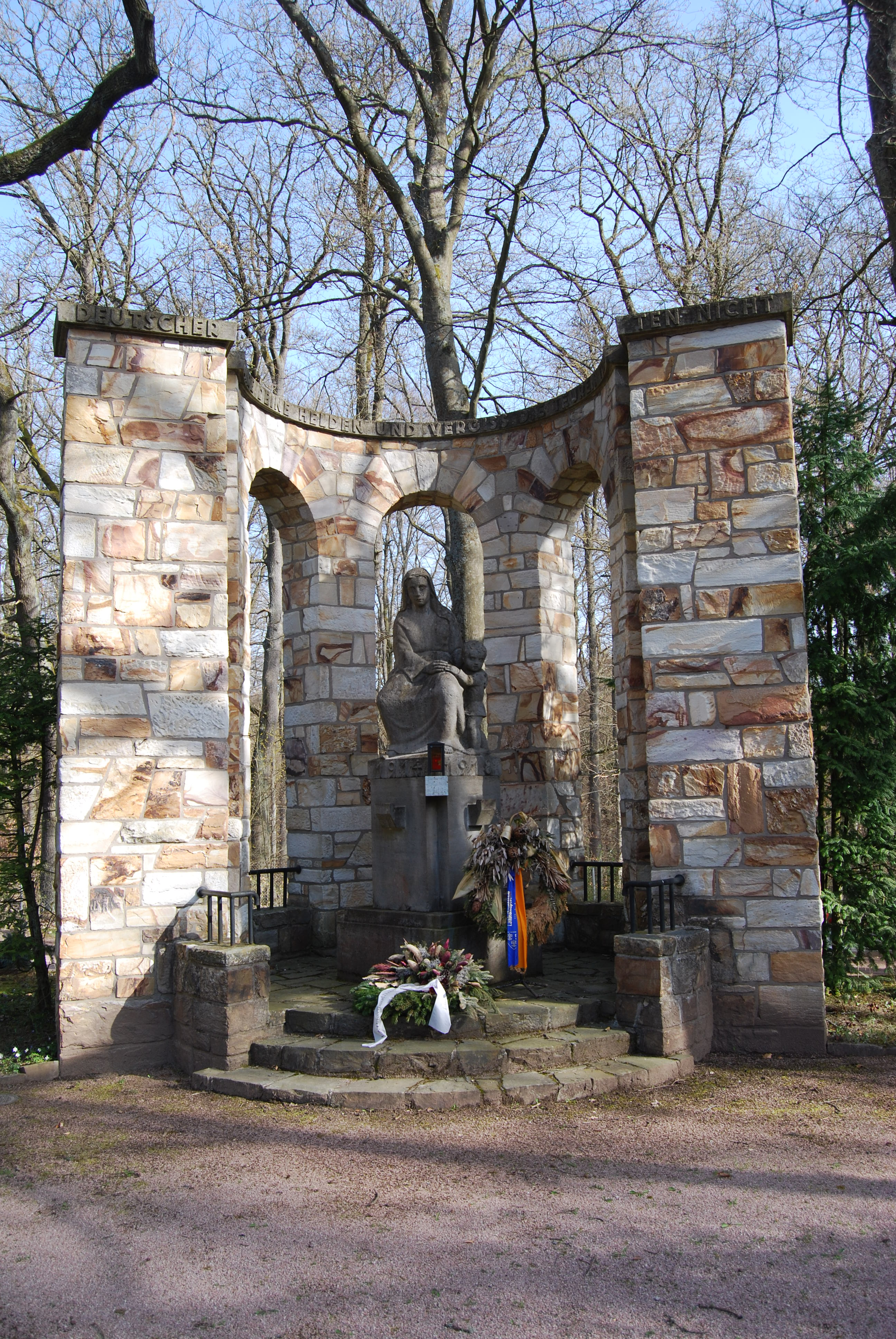
Kriegerdenkmal von 1928

Der Friedhof besteht seit etwa 1905. Um das Areal anlegen zu können, musste dichter alter Wald gerodet werden. 1928 wurde das Kriegerdenkmal zum Gedenken an die Toten des Ersten Weltkriegs errichtet. Es gibt dort Wahlgräber und Reihengräber für Erdbestattung und Urnenbestattung sowie eine Urnenwand.

## Gräber
Auf dem Friedhof befinden sich die Gräber von Hans Hirzel und Heinrich Pfanne.

### Ehrengrab
Auf dem Dotzheimer Friedhof befindet sich ein Ehrengrab der Stadt Wiesbaden:
| Person        | Lebensdaten | Beruf                                  | Bild |
| ------------- | ----------- | -------------------------------------- | ---- |
| Wenzel Jaksch | 1896–1966   | Vertriebenen-Funktionär, SPD-Politiker |      |